# Liberala demokratiska unionen
Liberala demokratiska unionen (albanska: Bashkimi Liberal Demokrat ) är ett politiskt parti i Albanien. Partiledare är Arian Starova.
I parlamentsvalet 2005 fick partiet 1 mandat i parlamentet av totalt 140 mandat.